# Chi Ngũ phúc hoa
Chi Ngũ phúc hoa (danh pháp khoa học: Adoxa) là một chi thực vật trong họ Adoxaceae.

## Mô tả
Thân rễ 2,5–25 cm. Thân cao 5–15 cm, không lông. Lá sát gốc 1-3 với cuống lá 2–12 cm. Lá thân 2, mọc đối, cuống lá 0,5–2 cm. Cụm hoa mọc trên lá với cuống hoa thẳng (A. moschatellina) hay ngang hoặc dưới lá với cuống hoa cuộn (A. xizangensis). Cụm hoa đặc chắc, là xim hoa dạng đầu gồm 5-9 hoa. Các hoa không cuống hoặc có cuống ngắn 0,5-1,5mm, màu xanh lục ánh vàng, đường kính 2,5–7 mm, có mùi xạ.

## Từ nguyên
Adoxa là từ Tân Latinh, bắt nguồn từ tiếng Hy Lạp cổ ἀ- (a-, nghĩa là không, không có) và δόξα (dóxa, nghĩa là vinh quang, kiêu hãnh), một dẫn chiếu tới bản chất khó thấy và sự phát triển khiêm tốn của các loài thực vật này.

## Các loài
Chi này chứa 2 loài:
- Adoxa moschatellina L., 1753: Ngũ phúc hoa. Phân bố: Khu vực châu Âu, châu Á, Bắc Mỹ.
- Adoxa xizangensis G.Yao, 1992: Ngũ phúc hoa Tây Tạng. Phân bố: Tứ Xuyên, Tây Tạng, Vân Nam.